# Discografia de Coldplay
A discografia de Coldplay, uma banda britânica de rock alternativo formada em 1997, consiste em oito álbuns de estúdio, quinze extended plays (EP), cinquenta e dois singles, quarenta e dois videoclipes, quatro álbuns ao vivo, e dois álbuns de compilações. Até 2009, o Coldplay vendeu mais de 50 milhões de discos, se tornando um dos artistas que mais venderam discos no mundo.
O Coldplay fez sua estreia em julho de 2000 com o lançamento do álbum Parachutes, que alcançou sucesso moderado, tanto de forma crítica e comercial. Vendendo mais de 7,5 milhões de cópias mundialmente, o álbum foi posteriormente certificado como duas vezes disco de platina nos Estados Unidos e sete vezes disco de platina no Reino Unido. Dele, foi lançado quatro singles: "Yellow" e "Trouble", que entraram no top dez das paradas britanicas, enquanto "Shiver" e "Don't Panic" apareceram nas paradas musicais de alguns países europeus como a Holanda e a Polônia. O segundo álbum de estúdio da banda, A Rush of Blood to the Head foi lançado mundialmente em agosto de 2002. O álbum obteve um forte desempenho, mais excepcional comparado ao seu antecessor, atingindo o topo das paradas em nove países. O primeiro single, "In My Place", foi sucesso em diversos mercados musicais, chegando a posição de número dois no Reino Unido. Os singles seguintes, "The Scientist", "Clocks" e "God Put a Smile upon Your Face", obtiveram um sucesso moderado.
O terceiro álbum de estúdio da banda, X&Y, foi lançado em junho de 2005 e se tornou o álbum mais vendido do ano, vendendo mais de 8,3 milhões de cópias até o final do ano. O álbum atingiu a posição de número um em diversos países, incluindo os Estados Unidos, aonde vendeu 737.000 cópias na primeira semana. Seis singles foram lançados de X&Y: "Speed of Sound", que se tornou o single mais bem sucedido do álbum, na qual atingiu o top dez nas paradas musicais de oito países, incluindo Itália e Austrália. Os singles seguintes, "Fix You", "Talk" e "The Hardest Part", obtiveram sucesso comercial moderado. Viva la Vida or Death and All His Friends, o quarto álbum de estúdio, foi lançado em junho de 2008. Tornou-se o álbum mais bem sucedido da banda, atingindo o topo das paradas em 36 países. Similarmente, "Viva la Vida" tornou-se também o single mais bem sucedido da banda, vendendo mais de 5 milhões de cópias nos Estados Unidos em junho de 2011. Mylo Xyloto é o quinto álbum de estúdio da banda e foi lançado em outubro de 2011. Ghost Stories é o sexto e A Head Full Of Dreams é o sétimo. Em 22 de Novembro de 2019 a banda lançou o seu oitavo álbum de estúdio intitulado Everyday Life.
O nono álbum de estúdio foi lançado no dia 15 de outubro de 2021 e traz algumas participações especiais, que são o  grupo BTS (no hit "My Universe"), Selena Gomez (na balada "Let Somebody Go") e também We Are King e Jacob Collier (na faixa baseada em vocais "Human Heart").

## Álbuns

### Estúdio
| Ano  | Álbum | Melhor posição | Melhor posição | Melhor posição | Melhor posição | Melhor posição | Melhor posição | Melhor posição | Melhor posição | Melhor posição | Melhor posição | Melhor posição | Certificações                                   |
| Ano  | Álbum | RU             | AUS            | CAN            | FRA            | ALE            | IRL            | ITA            | HOL            | NZL            | SUE            | EUA            | Certificações                                   |
| ---- | --- | -------------- | -------------- | -------------- | -------------- | -------------- | -------------- | -------------- | -------------- | -------------- | -------------- | -------------- | ----------------------------------------------- |
| 2000 | Parachutes - Lançamento: 10 de julho de 2000 - Gravadora: Capitol, Parlophone - Formato: CD, Cassete                                         | 1              | 2              | 19             | 31             | 54             | 14             | 11             | 29             | 4              | 20             | 51             | - EUA: 2× Platina                               |
| 2002 | A Rush of Blood to the Head - Lançamento: 26 de agosto de 2002 - Gravadora: Capitol, Parlophone - Formato: CD, Cassete                       | 1              | 1              | 1              | 4              | 1              | 2              | 1              | 3              | 2              | 5              | 5              | - EUA: 4× Platina                               |
| 2005 | X&Y - Lançamento: 6 de junho de 2005 - Gravadora: Capitol, Parlophone - Formato: CD, download digital                                        | 1              | 1              | 1              | 1              | 1              | 1              | 1              | 1              | 1              | 1              | 1              | - EUA: 3× Platina                               |
| 2008 | Viva la Vida or Death and All His Friends - Lançamento: 12 de junho de 2008 - Gravadora: Capitol, Parlophone - Formato: CD, download digital | 1              | 1              | 1              | 1              | 1              | 1              | 1              | 1              | 1              | 1              | 1              | - EUA: 2× Platina                               |
| 2011 | Mylo Xyloto - Lançamento: 24 de outubro de 2011 - Gravadora: Capitol, Parlophone - Formato: CD, download digital                             | 1              | 1              | 1              | 1              | 1              | 1              | 1              | 1              | 1              | 1              | 1              | - EUA: Platina                                  |
| 2014 | Ghost Stories - Lançamento: 16 de maio de 2014 - Gravadora: Parlophone - Formato: CD, download digital                                       | 1              | 1              | 1              | 1              | 1              | 1              | 1              | 2              | 1              | 1              | 1              | - EUA: Platina                                  |
| 2015 | A Head Full of Dreams - Lançamento: 4 de dezembro de 2015 - Gravadora: Parlophone - Formato: CD, download digital                            | 1              | 2              | 2              | 4              | 3              | 3              | 2              | 2              | 4              | 3              | 2              | - AUS: Platina - CAN: Platina - AFP: 2× Platina |
| 2019 | Everyday Life - Lançamento: 22 de novembro de 2019 - Gravadora: Parlophone - Formato: CD, LP, download digital                               | 1              | 1              |                | 1              |                | 5              | 3              |                | 2              |                |                | - RU: Prata                                     |
| 2021 | Music of the Spheres - Lançamento: 15 de outubro 2021 - Gravadora: Parlophone - Formatos: CD, LP, cassette, digital download, streaming      |                |                |                |                |                |                |                |                |                |                |                |                                                 |

### Ao vivo
| Live 2003                                                         | - Lançamento: 4 de novembro de 2003 - Gravadora: Capitol, Parlophone - Formatos: CD, download digital                     | 46 | 16 | 10 | 26 | 34 | 26 | 13 | - RU: 2× Platina |
| LeftRightLeftRightLeft                                            | - Lançamento: 15 de maio de 2009 - Gravadora: Capitol, Parlophone - Formatos: CD, download digital                        | —  | —  | —  | —  | —  | —  | —  |                  |
| Live 2012                                                         | - Lançamento: 19 de novembro de 2012 - Gravadora: Capitol, Parlophone, EMI - Formatos: CD, DVD, Blu-ray, download digital | —  | 10 | —  | 5  | 3  | —  | —  |                  |
| Ghost Stories Live 2014                                           | - Lançamento: 21 de novembro de 2014 - Gravadora: Parlophone, Warner Music - Formatos: CD, DVD, Blu-ray, download digital | —  | —  | —  | —  | —  | —  | —  |                  |
| "—" denota álbuns lançados que não entraram nas paradas musicais. | |    |    |    |    |    |    |    |                  |

### Coletâneas
| Título                | Detalhes do álbum                                                                                   |
| --------------------- | --------------------------------------------------------------------------------------------------- |
| The Singles 1999-2006 | - Lançamento: 26 de março de 2007 - Gravadora: Capitol, Parlophone - Formatos: CD, download digital |

### EPs
| Safety                                                            | - Lançamento: 18 de maio de 1998 - Gravadora: Independente - Formato: CD, Cassette                  | —  | —  | —  | —  | —  | —  | —  |             |
| The Blue Room                                                     | - Lançamento: 11 de outubro de 1999 - Gravadora: Parlophone - Formato: CD, Cassette                 | —  | —  | —  | —  | —  | —  | —  |             |
| Acoustic                                                          | - Lançamento: 2000 - Gravadora: Parlophone - Formato: CD, Cassette                                  | —  | —  | —  | —  | —  | —  | —  |             |
| Trouble – Norwegian Live EP                                       | - Lançamento: 17 de agosto de 2011 - Gravadora: Parlophone - Formato: CD, Cassete                   | —  | —  | —  | —  | —  | —  | —  |             |
| Mince Spies                                                       | - Lançamento: 30 de novembro de 2000 - Gravadora: Parlophone - Formato: CD                          | —  | —  | —  | —  | —  | —  | —  |             |
| Norwegian Live                                                    | - Lançamento: 27 de agosto de 2001 - Gravadora: Parlophone - Formato: CD, Cassette                  | —  | —  | —  | —  | —  | —  | —  |             |
| Remixes                                                           | - Lançamento: 21 de julho de 2003 - Gravadora: Parlophone - Formato: 12" vinil                      | —  | —  | —  | —  | —  | —  | —  |             |
| Prospekt's March                                                  | - Lançamento: 24 de novembro de 2008 - Gravadora: Parlophone - Formato: CD, download digital        | 38 | 49 | 18 | 47 | 36 | 39 | 15 | - RU: Prata |
| Every Teardrop Is a Waterfall                                     | - Lançamento: 26 de junho de 2011 - Gravadora: Parlophone - Formato: CD, download digital, 7" vinil | —  | —  | —  | —  | —  | —  | —  |             |
| iTunes Festival: London 2011                                      | - Lançamento: 18 de setembro de 2011 - Gravadora: EMI - Formato: Download digital                   | —  | —  | —  | —  | —  | —  | —  |             |
| Live in Madrid                                                    | - Lançamento: 31 de outubro de 2011 - Gravadora: EMI - Formato: Download digital                    | —  | —  | —  | —  | —  | —  | —  |             |
| A Sky Full of Stars                                               | - Lançamento: 29 de junho de 2014 - Gravadora: Parlophone - Formato: CD, download digital           | —  | —  | —  | —  | —  | —  | —  |             |
| Live from Spotify London                                          | - Lançamento: 16 de dezembro de 2016 - Gravadora: Parlophone - Formato: Download digital            | —  | —  | —  | —  | —  | —  | —  |             |
| Kaleidoscope                                                      | - Lançamento: 14 de julho de 2017 - Gravadora: Parlophone - Formato: Download digital               | —  | 56 | 10 | 2  | 9  | 12 | 15 |             |
| Global Citizen – EP 1                                             | - Lançamento: 30 de novembro de 2018 - Gravadora: Parlophone - Formato: Download digital            | —  | —  | —  | —  | —  | —  | —  |             |
| "—" denota álbuns lançados que não entraram nas paradas musicais. | |    |    |    |    |    |    |    |             |

## Singles
| "Brothers & Sisters"                                               | 1999 | 107 | —  | —  | —   | —  | —  | —  | —  | —  | —   | | nenhum                                           |
| "Shiver"                                                           | 2000 | 35  | —  | —  | —   | —  | —  | —  | —  | —  | —   | | Parachutes                                       |
| "Yellow"                                                           | 2000 | 4   | 5  | —  | 96  | —  | 9  | —  | 23 | —  | 48  | - EUA: Ouro | Parachutes                                       |
| "Trouble"                                                          | 2000 | 10  | —  | —  | 60  | —  | 16 | 38 | 36 | —  | 115 | | Parachutes                                       |
| "Don't Panic"                                                      | 2001 | 130 | 57 | 66 | —   | —  | —  | —  | —  | —  | —   | | Parachutes                                       |
| "In My Place"                                                      | 2002 | 2   | 23 | 2  | 60  | 65 | 2  | —  | 24 | 46 | 117 | | A Rush of Blood to the Head                      |
| "The Scientist"                                                    | 2002 | 10  | 40 | 16 | —   | 26 | 15 | —  | —  | 84 | —   | - EUA: Ouro | A Rush of Blood to the Head                      |
| "Clocks"                                                           | 2003 | 9   | 28 | 7  | 65  | 50 | 15 | 2  | 13 | —  | 29  | - EUA: Platina | A Rush of Blood to the Head                      |
| "God Put a Smile upon Your Face"                                   | 2003 | 100 | 43 | —  | —   | —  | —  | 38 | 35 | —  | —   | | A Rush of Blood to the Head                      |
| "Speed of Sound"                                                   | 2005 | 2   | 9  | 2  | 42  | 19 | 8  | 6  | 13 | 34 | 8   | - EUA: Ouro | X&Y                                              |
| "Fix You"                                                          | 2005 | 4   | 25 | 4  | —   | 65 | 8  | —  | 17 | 26 | 59  | - EUA: Ouro | X&Y                                              |
| "Talk"                                                             | 2005 | 10  | 20 | 4  | 34  | 29 | 18 | 1  | 20 | 56 | 86  | | X&Y                                              |
| "The Hardest Part"                                                 | 2006 | —   | 40 | —  | —   | —  | —  | 25 | 28 | —  | —   | | X&Y                                              |
| "What If"                                                          | 2006 | —   | —  | —  | —   | —  | —  | —  | —  | —  | —   | | X&Y                                              |
| "White Shadows"                                                    | 2007 | —   | —  | —  | —   | —  | —  | —  | —  | —  | —   | | X&Y                                              |
| "Violet Hill"                                                      | 2008 | 8   | 9  | 6  | 36  | 10 | 13 | 9  | 5  | 8  | 40  | - BRA: Platina | Viva la Vida or Death and All His Friends        |
| "Viva la Vida"                                                     | 2008 | 1   | 2  | 4  | 7   | 5  | 3  | 1  | 16 | 7  | 1   | - SUI: Platina | Viva la Vida or Death and All His Friends        |
| "Lost!"                                                            | 2008 | 54  | —  | 55 | —   | 73 | —  | 15 | —  | —  | 87  | | Viva la Vida or Death and All His Friends        |
| "Lovers in Japan"                                                  | 2008 | 131 | —  | 77 | —   | —  | —  | 12 | —  | —  | 110 | | Viva la Vida or Death and All His Friends        |
| "Lhuna" (part. Kylie Minogue)                                      | 2008 | —   | —  | —  | —   | —  | —  | —  | —  | —  | —   | | nenhum                                           |
| "Life in Technicolor II"                                           | 2009 | 28  | 63 | 92 | —   | —  | 29 | 15 | —  | —  | —   | | Prospekt's March                                 |
| "Strawberry Swing"                                                 | 2009 | 158 | —  | —  | —   | —  | —  | —  | —  | —  | —   | | Viva la Vida                                     |
| "Christmas Lights"                                                 | 2010 | 13  | 32 | 18 | —   | 37 | 15 | 2  | 34 | 25 | 25  | | nenhum                                           |
| "Every Teardrop Is a Waterfall"                                    | 2011 | 6   | 14 | 9  | 35  | 28 | 16 | 1  | 13 | 59 | 14  | - AUS: Ouro | Mylo Xyloto                                      |
| "Paradise"                                                         | 2011 | 1   | 37 | 13 | 8   | 10 | 12 | 2  | 16 | —  | 16  | | Mylo Xyloto                                      |
| "Charlie Brown"                                                    | 2011 | 30  | —  | —  | —   | —  | 29 | 25 | —  | —  | 110 | | Mylo Xyloto                                      |
| "Princess of China" (com Rihanna)                                  | 2012 | 4   | 16 | 17 | 24  | 41 | 5  | 20 | 8  | 8  | 20  | - RU: Ouro | Mylo Xyloto                                      |
| "Hurts Like Heaven"                                                | 2012 | 157 | —  | —  | —   | —  | —  | 44 | —  | —  | —   | | Mylo Xyloto                                      |
| "Atlas"                                                            | 2013 | 12  | 30 | 33 | 31  | 19 | 12 | 3  | 20 | —  | 69  | | Trilha sonora de The Hunger Games: Catching Fire |
| "Magic"                                                            | 2014 | 10  | 5  | 13 | 6   | 14 | 4  | 2  | 10 | 21 | 14  | - CAN: Ouro | Ghost Stories                                    |
| "Midnight"                                                         | 2014 | 48  | 25 | 27 | 5   | 44 | —  | 61 | 11 | —  | 29  | | Ghost Stories                                    |
| "A Sky Full of Stars"                                              | 2014 | 10  | 11 | 4  | 6   | 6  | 11 | 22 | 2  | 7  | 10  | | Ghost Stories                                    |
| "Adventure of a Lifetime"                                          | 2015 | 14  | 33 | -  | 4   | 19 | 31 | 21 | 8  | 50 | 53  | | A Head Full of Dreams                            |
| "Hymn for the Weekend"(com Beyoncé)                                | 2016 | 6   | 24 | 32 | 3   | 11 | 7  | 18 | 3  | 38 | 64  | - POL: platina | A Head Full of Dreams                            |
| "Up & Up"                                                          | 2016 | —   | 74 | —  | 161 | 79 | 95 | 65 | —  | —  | —   | - BPI: prata | A Head Full of Dreams                            |
| "A Head Full of Dreams"                                            | 2016 | —   | —  | —  | 156 | —  | —  | 60 | —  | —  | —   | - BPI: prata | A Head Full of Dreams                            |
| "Everglow"                                                         | 2016 | —   | 93 | 66 | 28  | 42 | 55 | 25 | —  | —  | —   | - BPI: Ouro - MC: Ouro | A Head Full of Dreams                            |
| "Something Just like This" (com The Chainsmokers)                  | 2017 | —   | 2  | 3  | 6   | 4  | 3  | 6  | 5  | —  | 3   | - BPI: 2× Platina - ARIA: 8× Platina - BVMI: 2× Platina - IFPI SWI: 4× Platina - MC: 6× Platina - RIAA: 5× Platina - RMNZ: Platina - SNEP: Diamante | Memories...Do Not Open                           |
| "Miracles (Someone Special)" (com Big Sean)                        | 2017 | —   | —  | —  | 72  | —  | 98 | —  | —  | —  | —   | | Kaleidoscope                                     |
| "E-Lo"                                                             | 2018 | —   | —  | —  | —   | —  | —  | —  | —  | —  | —   | | Global Citizen – EP 1                            |
| "Orphans"                                                          | 2019 | —   | 68 | 59 | 172 | 94 | 31 | 37 | —  | —  | —   | | Everyday Life                                    |
| "Arabesque"                                                        | 2019 | —   | —  | —  | —   | —  | —  | —  | —  | —  | —   | | Everyday Life                                    |
| "Everyday Life"                                                    | 2019 | —   | —  | —  | —   | —  | —  | —  | —  | —  | —   | | Everyday Life                                    |
| "Daddy"                                                            | 2019 | —   | —  | —  | —   | —  | —  | —  | —  | —  | —   | | Everyday Life                                    |
| "Champion of the World"                                            | 2019 | 93  | —  | —  | —   | —  | —  | —  | —  | —  | —   | | Everyday Life                                    |
| "—" denota singles lançados que não entraram nas paradas musicais. |      |     |    |    |     |    |    |    |    |    |     | |                                                  |

### Outras canções com participação nas paradas
| Título                                 | Ano  | Máxima posição alcançada | Máxima posição alcançada | Máxima posição alcançada | Máxima posição alcançada | Máxima posição alcançada | Máxima posição alcançada | Álbum                                     | Certificação |
| Título                                 | Ano  | RU                       | AUS                      | CAN                      | IRL                      | SUE                      | EUA                      | Álbum                                     | Certificação |
| -------------------------------------- | ---- | ------------------------ | ------------------------ | ------------------------ | ------------------------ | ------------------------ | ------------------------ | ----------------------------------------- | ------------ |
| "Lost?"                                | 2008 | —                        | 86                       | —                        | —                        | —                        | —                        | Viva la Vida or Death and All His Friends |              |
| "Life in Technicolor"                  | 2008 | 112                      | —                        | 92                       | —                        | —                        | —                        | Viva la Vida or Death and All His Friends |              |
| "Cemeteries of London"                 | 2008 | 134                      | —                        | —                        | —                        | —                        | —                        | Viva la Vida or Death and All His Friends |              |
| "Death and All His Friends"            | 2008 | 183                      | —                        | —                        | —                        | 50                       | —                        | Viva la Vida or Death and All His Friends | BRA: Platina |
| "42"                                   | 2008 | 123                      | —                        | —                        | —                        | —                        | —                        | Viva la Vida or Death and All His Friends | BRA: Platina |
| "Glass of Water"                       | 2008 | 134                      | —                        | 92                       | —                        | —                        | 123                      | Prospekt's March                          |              |
| "Prospekt's March/Poppyfields"         | 2008 | 182                      | —                        | —                        | —                        | —                        | —                        | Prospekt's March                          |              |
| "Lost+" (part. Jay-Z)                  | 2008 | —                        | —                        | —                        | 22                       | 21                       | 40                       | Prospekt's March                          |              |
| "The Goldrush"                         | 2009 | 139                      | —                        | —                        | —                        | —                        | —                        | "Life in Technicolor II"                  |              |
| "A Message 2010"                       | 2010 | 88                       | —                        | —                        | —                        | —                        | 107                      | Hope for Haiti Now                        |              |
| "Major Minus"                          | 2011 | 133                      | 72                       | 68                       | —                        | —                        | 92                       | Mylo Xyloto                               |              |
| "Moving to Mars"                       | 2011 | 163                      | 71                       | 64                       | —                        | —                        | 90                       | "Every Teardrop Is a Waterfall"           |              |
| "In My Place" (Ao vivo de Glastonbury) | 2011 | 40                       | —                        | —                        | —                        | —                        | —                        | "Every Teardrop Is a Waterfall"           |              |
| "Major Minus"                          | 2011 |                          | 72                       | 68                       |                          |                          | 92                       | "Every Teardrop Is a Waterfall"           |              |
| "Always in My Head"                    | 2014 |                          |                          |                          |                          |                          |                          |                                           |              |

## Videoclipes
| Título                                                          | Ano  | Diretor(es)               |
| --------------------------------------------------------------- | ---- | ------------------------- |
| "Bigger Stronger"                                               | 1999 | Mat Whitecross            |
| "Shiver"                                                        | 2000 | Grant Gee                 |
| "Yellow"                                                        | 2000 | James & Alex              |
| "Trouble"                                                       | 2000 | Sophie Muller             |
| "Trouble" (versão americana)                                    | 2000 | Tim Hope                  |
| "Don't Panic"                                                   | 2001 | Tim Hope                  |
| "In My Place"                                                   | 2002 | Sophie Muller             |
| "The Scientist"                                                 | 2002 | Jamie Thraves             |
| "Clocks"                                                        | 2003 | Dominic Leung             |
| "God Put a Smile upon Your Face"                                | 2003 | Jamie Thraves             |
| "Speed of Sound"                                                | 2005 | Mark Romanek              |
| "Fix You"                                                       | 2005 | Sophie Muller             |
| "Talk"                                                          | 2005 | Anton Corbijn             |
| "The Hardest Part"                                              | 2006 | Mary Wigmore              |
| "Violet Hill"                                                   | 2008 | Asa Mader                 |
| "Violet Hill" (2ª versão)                                       | 2008 | Mat Whitecross            |
| "Viva la Vida"                                                  | 2008 | Hype Williams             |
| "Viva la Vida" (2ª versão)                                      | 2008 | Anton Corbijn             |
| "Lost!"                                                         | 2008 | Mat Whitecross            |
| "Lost+" (part. de Jay-Z)                                        | 2008 | Mat Whitecross            |
| "Lovers in Japan"                                               | 2008 | Mat Whitecross            |
| "Lost?"                                                         | 2008 | Paul O'Brien              |
| "Life in Technicolor II"                                        | 2009 | Dougal Wilson             |
| "Strawberry Swing"                                              | 2009 | Shynola                   |
| "Christmas Lights"                                              | 2010 | Mat Whitecross            |
| "Every Teardrops Is a Waterfall"                                | 2011 | Mat Whitecross            |
| "Paradise"                                                      | 2011 | Mat Whitecross            |
| "Charlie Brown"                                                 | 2012 | Mat Whitecross            |
| "Princess of China" (com Rihanna)                               | 2012 | Adria Petty, Alan Bibby   |
| "Hurts Like Heaven"                                             | 2012 | Mark Osborne              |
| "Adventure Of A Lifetime"                                       | 2015 | Mat Whitecross            |
| "Birds"                                                         | 2016 | James Marcus Haney        |
| "Hymn For The Weekend" (com Beyoncé)                            | 2016 | Ben Mor                   |
| "Up&Up"                                                         | 2016 | Vania Heymann, Gal Muggia |
| "A Head Full Of Dreams"                                         | 2016 | James Marcus Haney        |
| "Everglow" (version 1)                                          | 2016 | Ben Mor                   |
| "Amazing Day"                                                   | 2017 | Coldplay                  |
| "Everglow" (version 2)                                          | 2017 | Joe Connor                |
| "Something Just Like This" (Tokyo Remix) (com The Chainsmokers) | 2017 | Mat Whitecross            |
| "Orphans"                                                       | 2019 | Mat Whitecross            |
| "Daddy"                                                         | 2019 | Åsa Lucander              |
| "Everyday Life"                                                 | 2019 | Karena Evans              |

## B-sides
| Título                           | Ano  | B-sides                                                            |
| -------------------------------- | ---- | ------------------------------------------------------------------ |
| "Shiver"                         | 2000 | "For You" "Careful Where You Stand"                                |
| "Yellow"                         | 2000 | "Help is Round the Corner" "No More Keeping My Feet on the Ground" |
| "Don't Panic"                    | 2001 | "You Only Live Twice" "Bigger Stronger"                            |
| "In My Place"                    | 2002 | "One I Love" "I Bloom Blaum"                                       |
| ""The Scientist"                 | 2002 | "1.36" "I Ran Away"                                                |
| "Clocks"                         | 2003 | "Crests of Waves" "Animals"                                        |
| "God Put a Smile upon Your Face" | 2003 | "Murder" "Lips Like Sugar"                                         |
| "Speed of Sound"                 | 2005 | "Things I Don't Understand" "Proof"                                |
| "Fix You"                        | 2005 | "The World Turned Upside Down" "Pour Me"                           |
| "Talk"                           | 2005 | "Gravity" "Sleeping Sun"                                           |
| "Violet Hill"                    | 2008 | "A Spell a Rebel Yell" "Lost?"                                     |
| "Viva la Vida"                   | 2008 | "Death Will Never Conquer"                                         |
| "Life in Technicolor II"         | 2009 | "The Goldrush"                                                     |
| "Every Teardrop Is a Waterfall"  | 2011 | "Major Minus" "Moving to Mars"                                     |

## Outras aparições
- 2001 - "Trouble" (versão acústica no 2 Meter Sessies Vol. 10)
- 2004 - "2000 Miles" (com KT Tunstall)
- 2005 - "How You See the World No. 2" (presente no Help!: A Day in the Life)
- 2008 - "A Message 2010" (presente no Hope for Haiti Now)